# Irouléguy
Irouléguy is een gemeente in het Franse departement Pyrénées-Atlantiques (regio Nouvelle-Aquitaine) en telt 290 inwoners (1999). De plaats maakt deel uit van het arrondissement Bayonne en staat bekend om zijn wijn.

## Geografie
De oppervlakte van Irouléguy bedraagt 9,2 km², de bevolkingsdichtheid is 31,5 inwoners per km².
De onderstaande kaart toont de ligging van Irouléguy met de belangrijkste infrastructuur en aangrenzende gemeenten.

## Demografie
Onderstaande figuur toont het verloop van het inwonertal (bron: INSEE-tellingen).